# Na půdě aneb Kdo má dneska narozeniny?
Na půdě aneb Kdo má dneska narozeniny? (txec: A l’àtic o de qui és l’aniversari?) és una pel·lícula de fantasia d’animació stop-motion coproduïda internacionalment el 2009 dirigida per Jiří Barta i escrita d'Edgar Dutka i Barta que representa una comunitat de joguines i altres objectes en un àtic que cobren vida quan no hi ha cap humà al voltant. És una coproducció internacional entre la República Txeca, França, Japó i Eslovàquia. La pel·lícula es va estrenar per primera vegada a la República Txeca el 5 de març 2009 i s'ha mostrat subtitulat a festivals de cinema internacionalment. Ha estat doblada l’anglès dels Estats Units, adaptat, produït i dirigit per Vivian Schilling i interpretat per actors com Forest Whitaker, Joan Cusack, Cary Elwes i la mateixa Schilling , i en aquesta versió es va mostrar per primera vegada el 3 de març de 2012 al Festival Internacional de Cinema Infantil de Nova York i es va estrenar a nivell nacional el 24 d'agost de 2012 per Hannover House.

## Argument
En un àtic ple d'escombraries rebutjades, una bonica nina anomenada Buttercup viu en un vell bagul juntament amb els seus amics, la marioneta Sir Handsome, l'estimable osset de peluix, un ratolí mecànic i la criatura de plastilina, Laurent. Quan Buttercup és arrabassada i portada a la Terra del Mal, els seus amics emprenen una meravellosa i agosarada aventura per rescatar-la del totpoderós Cap d'Estat. Produïda originalment en txec, la pel·lícula d'animació elaborada amb meticulositat està ambientada en un món màgic de joguines i objectes emmagatzemats a l'àtic d'una casa de Praga. Seguint el simbolisme de l'època de la Guerra Freda que va impactar el director Barta i la República Txeca, el món de les golfes es divideix en la terra de les joguines feliços a l'oest i la terra del mal a l'est. El despòtic Cap d'Estat governa el mal imperi de l'est amb una banda de sinistres minyons, insectes i verdures podrides.

## Repartiment
| Personatge          | Actor de veu txec | Actor de veu anglès |
| ------------------- | ----------------- | ------------------- |
| Cap d’estat         | Branko Smiljanić  | Douglas Urbanski    |
| Buttercup           | Jelena Martinović | Vivian Schilling    |
| Sir Handsome        | Marko Jelić       | Cary Elwes          |
| Teddy               | Boris Barberić    | Forest Whitaker     |
| School Boy & Monkey | Darije Somi       | Roy Vongtama        |
| Laurent             | Marko Juraga      | Marcelo Tubert      |
| Tomcat              | Nikola Marjanović | Rico Simonini       |
| Madam Curie         | Mirjana Sinožić   | Joan Cusack         |
| Rosie               | Jelena Martinović | Jo Ellison          |
| Mrs. Nemačhkova     | Mirjana Sinožić   | Sandy Holt          |
| Andreja             | Nikica Viličić    | Emily Ricks Hahn    |
| Majmun              | Nikola Marjanović | Roy Vongtama        |

## Producció
Jiří Barta i Edgar Dutka van escriure el guió, titulat originalment De qui és l’aniversari avui abans de passar a anomenar-se Joguines a l'àtic, de 1998 a 2000 amb la intenció de crear una història familiar vendible als productors, i amb elements de la imaginació d'un nen: "Quan vaig trobar un quadern vell amb el meu dibuix d'un tren fet amb vells bitllets de tren amb un tros de cigarret per a la chimeneia, el nen de la meva imaginació va reaparèixer. Edgar i jo recordàvem els jocs als que jugàvem en llocs estranys prohibits que vam trobar a les nostres golfes."
A causa dels terminis molt curts establerts pel productor, es van produir simultàniament diverses etapes de fabricació de Joguines a l'àtic, inclosa la preproducció, la producció i la postproducció. La pel·lícula va ser realitzada per un total de deu a quinze graduats de l'escola d'art de Praga i els companys i amics de Barta La preproducció va començar el gener de 2007; no sols va implicar el guionisme, sinó també la creació de titelles i escenografies a partir d'una "gran quantitat de brossa i coses antigues". El rodatge i l'animació es va dur a terme des del juny del 2007 fins al setembre del 2008, el producte final conté 1.200 fotografies; i la postproducció es va acabar a principis de 2009.
La part principal de l'animació de la pel·lícula és la de titelles animades amb stop motion, però també hi ha exemples d'animació de plastilina en el personatge Šubrt i els objectes de la seva habitació, efecte especials com el vapor a l'animació tradicional i la cara del bust de guix Hlava ("Cap") es va interpretar en pixilació i expressat a l'àudio original txec per l'actor Jiří Lábus.

## Estrena
La pel·lícula es va estrenar en cinemes el 5 de març de 2009 per CinemArt i es va estrenar al New York International Children's Film Festival. Va ser llançat en DVD i VOD el 23 de novembre de 2009 per Magic Box (en txec amb subtítols en anglès opcionals). A principis de 2013, la versió en anglès (amb banda sonora en anglès i amb els signes txecs a la pel·lícula substituïts per altres anglesos) es va publicar en DVD i Bluray per Hannover House.

## Recepció
CinemaArt va estrenar la pel·lícula a la República Txeca el 6 de març de 2009. Peter Debruge va comparar la pel·lícula amb Toy Story en una crítica de Variety, i va felicitar l'animació: "malgrat la seva cares inflexibles, Barta concep tota mena de maneres inventives de donar vida a aquests objectes inanimats […] Si un pla donat resulta massa complicat d'aconseguir pràcticament, Barta no té cap escrúpol a utilitzar la composició digital per combinar múltiples plaques stop-motion. Els efectes de foc i aigua són especialment efectius". Sobre les perspectives comercials de la pel·lícula, Debruge va escriure: "Per tots els seus encants, In the Attic se sent vagament sinistre i pot resultar massa intens per als nens més petits, un testimoni del ritme i la banda sonora de la pel·lícula, així com de la profunda audició emocional. connecta't amb aquests personatges de joguina de vegades macabres." La pel·lícula ha estat guardonada amb premis que inclouen un Premi a l'Excel·lència per a l'animació al Japan Media Arts Festival de 2010, a la millor pel·lícula al Festival Internacional de Cinema Infantil de Nova York 2010 i al Festival Internacional d'Animació de Teheran 2011, en tots dos guanyant El secret de Kells, i el premi Ciutat de Kecskemét al 7è Festival de llargmetratges europeus d'animació i especials de televisió el 2011. La pel·lícula té un 70% a Rotten Tomatoes.

## Premis
| Premi     | Categoria                                           | Guanyador  | Nominat   |
| --------- | --------------------------------------------------- | ---------- | --------- |
| Lleó Txec | Millor direcció artística (Nejlepsí výtvarný pocin) | Jirí Barta | Guanyador |